# 司法書士法人みどり法務事務所
司法書士法人みどり法務事務所（しほうしょしほうじんみどりほうむじむしょ）は、日本の司法書士事務所で、高知県高知市に主たる事務所を構えている。
現在は、高知市、東京都千代田区、北海道札幌市、愛媛県松山市、岡山県岡山市、広島県広島市、熊本県熊本市、愛知県名古屋市でオフィスを運営している。

## 概要
代表司法書士は寺島能史と池村英士が務めている。